# Synasellus henrii
Synasellus henrii är en kräftdjursart som beskrevs av Odette Afonso 1987. Synasellus henrii ingår i släktet Synasellus och familjen sötvattensgråsuggor. Inga underarter finns listade i Catalogue of Life.